# Ентомологија
Ентомологија (од грч. ἔντομος, буквално преведено „који је издељен или сегментисан“, тј. „инсект"; и грч. -λογία, наука) је биолошка наука која се бави проучавањем инсеката. Ентомологија је наука одређена таксоном, тако да се у оквиру ње могу проучавати морфологија, анатомија, систематика, екологија, биологија понашања, социобиологија и остале биолошке дисциплине. Научник који се бави ентомологијом назива се ентомолог.